# بام تا بام
بام تا بام فیلمی به کارگردانی «مجید تربتی فرد» و نویسندگی «حسین رجایی دوست» ساخته سال ۱۳۸۶ است.
این فیلم تلویزیونی اولین بار در سال ۱۳۸۶ از شبکه اول تلویزیون ایران پخش و پس از آن بارها از شبکه‌های مختلف تلویزیون ایران بازپخش شده‌است.

## خلاصه داستان
این فیلم داستان جوان کبوتربازی به نام «غلام» است که به مرور عاشق دختر دایی اش می‌شود و حاضر است برای رسیدن به او هر کاری انجام دهد، اما دوستان جاهل و ناباب، پایش را به سرقت باز می‌کنند.
از سوی دیگر، مادرش هم به شیوه معمول کبوتربازها با او شرط (یا گرو) می‌بندد که اگر کبوترها را رها کند و کاری کند که آن‌ها برنگردند، دختر دایی اش را برایش خواستگاری کند. تصمیم می‌گیرد کبوترها را جلد پشت بام یک امامزاده کند و در این مسیر با متولی امامزاده آشنا می‌شود…

## بازیگران
- علی نصیریان
- ثریا قاسمی
- عمار تفتی
- میرطاهر مظلومی
- حسین خانی‌بیک
- میترا تبریزی
- حمید شکوهی
- علی رجایی
- یوسف اسکندری

## سایر عوامل
- تهیه‌کننده: مهدی تربتی فرد
- نویسنده: حسین رجایی دوست
- مدیر تصویربرداری: حسین ناظریان
- آهنگساز: محمدمهدی گورنگی
- تدوین کننده و صداگذار: علیرضا فرساد
- صدابردار: هادی افشار
- برنامه‌ریز: علی کاوه
- دستیار اول کارگردان: سعید جان شاهی
- طراح گریم: عباس نساجی
- جانشین تولید: هادی جامعی مقدم